# Microangiopathie

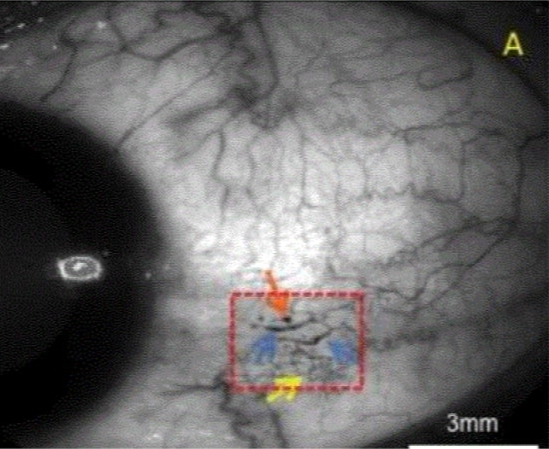
Microangiopathie conjonctivale liée à un diabète, se manifestant sous la forme d'un microanévrisme (flèche orange), une dilatation de vaisseaux (flèches bleues) et une télangiectasie (flèche jaune).

La microangiopathie est une angiopathie qui atteint des vaisseaux sanguins de petits calibres.
Elle peut se situer au niveau de l'œil (voir rétinopathie diabétique), du cerveau, du rein (néphropathie) ou des nerfs.
Elle est souvent une complication du diabète et de l'hypertension artérielle.